# ستيف هامر
ستيف هامر (بالإنجليزية: Steve Hamer)‏ مواليد 13 نوفمبر 1973 في ممفيس، هو لاعب كرة سلة أمريكي معتزل. بدأ مسيرته الاحترافية في سنة 1996. تم اختياره من قبل فريق بوسطن سيلتكس خلال الدرافت. حمل الرقم 42. يبلغ طوله 7 قدم 0 بوصة (2.1 م). اعتزل اللعب في 2003.

## روابط خارجية
- ستيف هامر على موقع إن بي أي (الإنجليزية)
- ستيف هامر على موقع سبورتس رفرنس (الإنجليزية)
- ستيف هامر على موقع كلية كرة السلة في سبورتس رفرنس.كوم (الإنجليزية)
- ستيف هامر على موقع ريلجم (الإنجليزية)
- ستيف هامر على موقع بروبوليرز (الإنجليزية)